# Paula Shocron

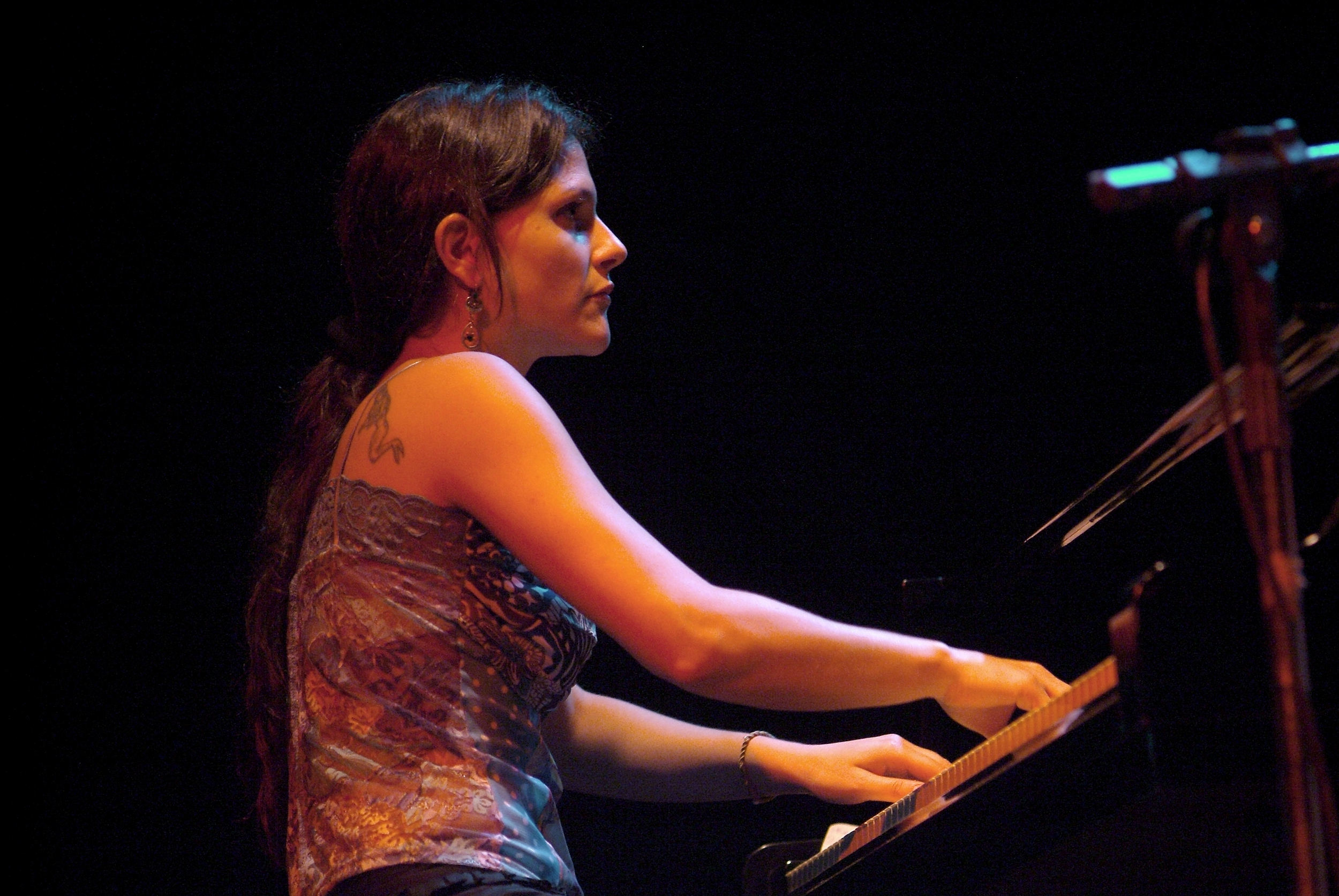
Paula Shocron 2008

Paula Shocron (* 17. März 1980 in Rosario) ist eine argentinische Jazzpianistin.

## Leben und Wirken
Shocron erhielt seit dem Alter von fünf Jahren Klavierunterricht. Sie studierte dann Komposition an der Musikschule Universität von Rosario bei der Komponistin Diana Rud. Mit ihrem Debütalbum La voz que te lleva (Blue Art Records) erreichte sie den nationalen Durchbruch und arbeitete von 2007 bis 2013 mit eigenem Trio, mit dem sie in der Jazzszene von Buenos Aires sowie auf argentinischen Festivals auftrat. Das Album Homenaje (2009, Sony Music) widmete sie Kompositionen von Andrew Hill; auf El Enigma (2010, Aqcua Records) spielte sie mit dem Saxophonisten Pablo Puntoriero. Es folgten die Produktionen Our Delight (2011), das Bigband-Album Gran Ensamble (Aqcua Records, 2011), Warm Valley (2012, mit dem Trompeter Mariano Loiácono), Serenade in Blue (2012, mit Juan Manuel Bayón, Eloy Michelini) und das Soloalbum See See Rider (2013).
Shocron gründete Mitte der 2010er-Jahre mit Germán Lamonega (Kontrabass) und Pablo Diaz (Schlagzeug) das SLD Trio, mit dem sie das Album Anfitrion (2015) vorlegte. 2017 folgte bei Hatology das Album Tensegridad, auf dem sie neben Eigenkompositionen der Bandmitglieder auch Titel von Mal Waldron („Snake Out“) und Charles Tolliver („Truth“) spielte. Daneben ist sie auch auf Alben von Pepi Taveira, Lucia Pulido Fernando Tarres & La Raza, Daniela Horovitz, Pablo Díaz und Hernán Mandelman zu hören.
Seit 2006 ist sie als Dozentin am Conservatorio Superior de Música Manuel de Falla für Jazzpiano und Ensemblespiel tätig.

## Diskographische Hinweise
- Christoph Gallio / Paula Shocron / Pablo Diaz: Statements (2018)
- Paula Shocron & Pablo Díaz: Algo en un Espacio Vacío (Nendo Dango, 2021)
- Ada Rave & Paula Shocron: Un secundo, Universo Infinito (2024)